# Shahrestān di Mehriz
Lo shahrestān di Mehriz (farsi شهرستان مهریز) è uno degli 11 shahrestān della provincia di Yazd, il capoluogo è Mehriz.